# Bujnitjy
Bujnitjy (vitryska: Буйнічы) är en agropolis i Belarus.   Den ligger i voblasten Mahiljoŭs voblast, i den nordöstra delen av landet, 180 km öster om huvudstaden Minsk. Bujnitjy ligger 171 meter över havet och antalet invånare är 4 000.

## Natur
Terrängen runt Bujnitjy är platt. Trakten är tätbefolkad. Närmaste större samhälle är Mahiljoŭ, 8,7 km nordost om Bujnitjy.